# Gherăseni
Gherăseni est une commune roumaine située dans le județ de Buzău.